# جوداف تسيجاي
جوداف تسيجاي (مواليد 23 يناير 1997) هي عداءة مسافات متوسطة وطويلة إثيوبية، حصلت على الميدالية الذهبية في سباق 5000 متر في بطولة العالم لألعاب القوى 2022.